# Пежо 207
Пежо 207 (фр. Peugeot 207) је аутомобил који је производила француска фабрика аутомобила Пежо. Производио се од 2006. до 2012. године.

## Историјат
Представљен је јануара 2006. године, а на тржиште излази априла исте године. 207-ица је наследник веома успешне 206-ице. Задржао је основни стил претходника, али је темељно унапређен у сваком детаљу. Базиран је на модификованој платформи коју користи Ситроен Ц3, а производио се у Француској, Шпанији и у граду Трнави у Словачкој.
207-ица је доступна у хечбек верзији са троја и петора врата, у караван верзији (207 SW), и купе верзији (207 CC). На азијском тржишту се углавном нуди као седан са четвора врата и у купе верзији. У Кини и Јужној Америци седан верзија се продаје од 2008. године. Модел је заснована на платформи 206-ице, а предњи крај има као 206+.
На европским тестовима судара аутомобил је 2006. године добио максималних пет звездица за безбедност.
Редизајн је урађен јула 2009. године. Промене се односе на предњу маску и светла за маглу. Назад, задња светла доживела су модернизацију и сада имају лед диоде. Када је реч о унутрашњости, 207 има нешто већи и другачији екран дисплеја, као и Gear Shift систем, који визуелно, потпуно ненаметљиво, на инструмент табли предлаже када да промените брзину ради што мање потрошње горива. Освежени модел има другачије, модерније и боље обликоване команде за клима-уређај и нешто додатних декоративних хромираних детаља.
Године 2012, замењен је моделом 208.

## Мотори
| Модел      | Запремина | Цилиндри/ вентили | Снага           | Година производње | Верзије               |
| Бензин     | Бензин    | Бензин            | Бензин          | Бензин            | Бензин                |
| ---------- | --------- | ----------------- | --------------- | ----------------- | --------------------- |
| 1.4        | 1360 cm³  | 4/8               | 54 kW / 73 КС   | 2006–2012         | хечбек, караван       |
| 1.4        | 1360 cm³  | 4/16              | 65 kW / 88 КС   | 2006–2007         | хечбек                |
| 1.4 VTi    | 1397 cm³  | 4/16              | 70 kW / 95 КС   | 2007–2012         | хечбек, караван       |
| 1.6        | 1587 cm³  | 4/16              | 80 kW / 109 КС  | 2006–2007         | хечбек, караван       |
| 1.6 VTi    | 1598 cm³  | 4/16              | 88 kW / 120 КС  | 2007–2012         | хечбек, караван, купе |
| 1.6 THP    | 1598 cm³  | 4/16              | 110 kW / 150 КС | 2006–2010         | хечбек, купе          |
| 1.6 THP    | 1598 cm³  | 4/16              | 115 kW / 156 КС | 2010–2012         | хечбек, купе          |
| 1.6 THP RC | 1598 cm³  | 4/16              | 128 kW / 174 КС | 2007–2010         | хечбек, караван       |
| Дизел      |           |                   |                 |                   |                       |
| 1.4 HDi    | 1398 cm³  | 4/8               | 50 kW / 68 КС   | 2010–2012         | хечбек                |
| 1.6 HDi    | 1560 cm³  | 4/16              | 66 kW / 90 КС   | 2007–2010         | хечбек, караван, купе |
| 1.6 HDi    | 1560 cm³  | 4/8               | 68 kW / 92 КС   | 2010–2012         | хечбек, караван, купе |
| 1.6 HDi    | 1560 cm³  | 4/16              | 80 kW / 109 КС  | 2006–2010         | хечбек, караван, купе |
| 1.6 HDi    | 1560 cm³  | 4/8               | 82 kW / 112 КС  | 2010–2012         | хечбек, караван, купе |

1. ↑  Prince мотор, произведен у сарадњи са BMW-ом
2. ↑  Prince мотор, произведен у сарадњи са BMW-ом
3. ↑  Такође га користи и Mini Cooper S

## Галерија
- Са 3 врата
- Са 3 врата
- Са 5 врата
- Караван